# Yuyan
Yuyan, född 1918 i Peking, död där 1997, var en kinesisk prins. Han var avlägset släkt med Kinas sista kejsare Puyi. 
Han var andre son till Pucheng (溥偁) och Jinggui (敬貴). Han var en medlem av den kejserliga familjen Aisin-Gioro; hans farfar Zailian (載濂; 1854–1917) var son till prins Yicong (1831–1889), femte son till Daoguang-kejsaren. Sedan hans släkting Puyi blivit kejsare i Manchukuo 1936 kallade han Yuyan att studera vid hovet. Yuyan levde vid hovet som sällskap till Puyi, som kallade honom för "Lilla Rui". Han studerade också kalligrafi. 
När Manchukuo invaderades av Sovjetunionen i augusti 1945 evakuerades kejsar Puyi och hans familj med tåg från Changchun till Dalizigou. I Dalizigou delades sällskapet, då Puyi skulle fortsätta med ett flygplan som inte kunde ta med hela sällskapet. Puyi valde att lämna kvar sina hustrur, svägerska och brorsdöttrar i Dalizigou, men tog med sig sin läkare, en tjänare och sina tre helsyskon Pujie, Yunhe och Yunying; även Yuyan tillhörde de få Puyi valde att ta med. Planet tvingades dock landa i Mukden, där flera av männen, däribland Puyi och Yuyan, arresterades och fördes som fångar till Sovjetunionen. Yuyan tilläts återvända till Kina 1950. Han tillbringade sedan ytterligare sju år i kinesiskt fängelse. 
1957 släpptes Yu Yan av regeringen utan åtal. Efter att ha släppts från fängelset försörjde han sig på att undervisa i kinesiska och sälja matvaror. När kulturrevolutionen bröt ut 1966, blev Yu Yan fängslad i Shanxis arbetsläger. Han tilläts återvända till Peking 1979.
Yuyan uppgav att Puyi hade utnämnt honom till sin tronarvinge under deras fångenskap i Sovjetunionen.  Puyi själv uppgav att han bara hade övervägt att göra det.